# Norddeutsche Fußballmeisterschaft 1911/12

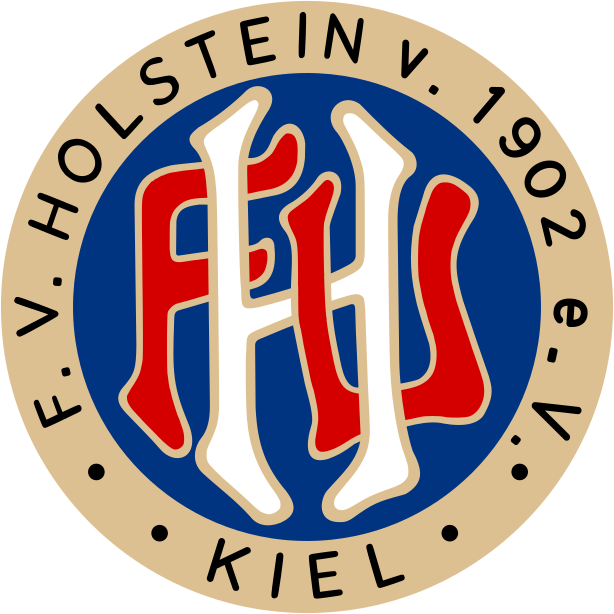
Logo von Holstein Kiel

Die norddeutsche Fußballmeisterschaft 1911/12 war der siebte vom Norddeutschen Fußball-Verband organisierte Wettbewerb. Sieger wurde Holstein Kiel. In der Endrunde um die deutsche Meisterschaft erreichten die Kieler das Endspiel und bezwangen dort den Karlsruher FV mit 1:0.

## Teilnehmer
| Bezirk         | Teilnehmer              |
| -------------- | ----------------------- |
| Braunschweig   | Eintracht Braunschweig  |
| Bremen         | Bremer SC 1891          |
| Hamburg-Altona | Altona 93               |
| Hannover       | Eintracht Hannover      |
| Kiel           | Holstein Kiel           |
| Lübeck         | Seminar FC Lübeck       |
| Mecklenburg    | Rostocker FC            |
| Oldenburg      | Marine SC Wilhelmshaven |
| Schleswig      | Rendsburger FC          |

## Ergebnisse

### Qualifikation
Gespielt wurde am 17. März 1912.
|               | Ergebnis |                   |
| ------------- | -------- | ----------------- |
| Holstein Kiel | 9:0      | Seminar FC Lübeck |

### Viertelfinale
Gespielt wurde am 16. und 24. März 1912.
|                    | Ergebnis  |                         |
| ------------------ | --------- | ----------------------- |
| Eintracht Hannover | 3:4 n. V. | Eintracht Braunschweig  |
| Rendsburger FC     | 01:13     | Holstein Kiel           |
| Bremer SC 91       | 2:1 n. V. | Marine SC Wilhelmshaven |
| Rostocker FC       | 01:11     | Altona 93               |

### Halbfinale

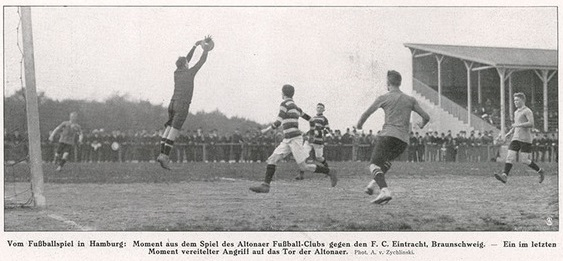
Szene aus dem Spiel Altona gegen Braunschweig.

Gespielt wurde am 31. März 1912.
|                        | Ergebnis |              |
| ---------------------- | -------- | ------------ |
| Eintracht Braunschweig | 3:1      | Altona 93    |
| Holstein Kiel          | 5:0      | Bremer SC 91 |

### Finale
Gespielt wurde am 21. April 1912 in Hamburg.
|               | Ergebnis |                        |
| ------------- | -------- | ---------------------- |
| Holstein Kiel | 3:2      | Eintracht Braunschweig |

Sieger: Adolf Werner – Hans Reese, Heinrich Homeister –  Georg Krogmann, Willi Zincke, Arthur Intert – Helmut Bork, Hugo Fick, David Binder, Willi Fick, Ernst Möller.
Tore: 0 unvollständig, 2:2 W. Fick, 3:2 H. Fick